# 宇都宮市立簗瀬小学校
宇都宮市立簗瀬小学校（うつのみやしりつ やなぜしょうがっこう）は、栃木県宇都宮市南大通り2丁目にある市立小学校。全校生徒は498名（2021年現在）。男女共学。

## 沿革

### 年表
- 1909年4月1日 - 簗瀬町の現在地に宇都宮尋常小学校東校の分教場として設置
- 1913年4月1日 - 宇都宮簗瀬町尋常小学校と分離独立、4月13日に創立式典を行い同日を創立記念日と制定
- 1932年12月 - 校歌制定、後援会からの基金を市に提供し校庭南側を拡張。
- 1941年4月1日 - 宇都宮市簗瀬国民学校と改称
- 1945年7月12日 - 米軍の空襲を受け、校舎全焼
- 1946年 - 寄付等により校舎再建される
- 1947年 - 宇都宮市立簗瀬小学校と改称
- 1962年2月23日夜 - 火遊びにより校舎全焼。再建まで市内各小中学校に間借りしての授業を行った[1]。
- 1963年4月20日 - 新校舎落成し使用開始
- 1975年 - 宇都宮市立城東小学校が開設され、児童228名が移籍した。
- 2004年 - 日産自動車出身の小堀道和が栃木県初の民間人校長として着任[2]。
- 2010年 - 創立100年を迎える。
- 2020年 - 創立110年記念に体育館前の簗瀬魂の碑前に説明の鉄板が作られる。

## 通学区域
- 宇都宮市[3]
  - 一番町の一部
  - 駅前通り1丁目の一部,駅前通り2丁目 - 3丁目
  - 江曽島町の一部
  - 大通り3丁目の一部,大通り4丁目の一部
  - 川向町の一部
  - 河原町の一部
  - 三番町の一部
  - 下河原1丁目
  - 下河原町
  - 宿郷2丁目の一部
  - 天神1丁目の一部,天神2丁目の一部
  - 花房1丁目の一部
  - 南大通り1丁目 - 4丁目
  - 宮みらいの一部
  - 簗瀬町の一部
  - 簗瀬1丁目 - 3丁目.簗瀬4丁目の一部
  - 東簗瀬1丁目の一部